# 保阪潤治
保阪 潤治（保坂 潤治、ほさか じゅんじ）は、明治時代から昭和時代にかけての地主、実業家、政治家。族籍は新潟県平民、本籍は同県中頸城郡津有村、職業は農業。
上越地方の筆頭大地主であった保阪家の第9代当主で、太平洋戦争後の農地改革などにより経済的に没落する前は、古写本・古文書などの古典籍を中心に多数の美術品を蒐集したことで知られる。また、直江津商業銀行頭取や貴族院多額納税者議員も歴任した。

## 生涯

### 前半生
保阪潤治は、1875年（明治8年）6月11日に新潟県頸城郡戸野目村（後の中頸城郡津有村、現・上越市戸野目）の地主・保阪貞吉の長男として生まれた。小学校卒業後、井部健斎（旧高田藩校修道館教授）の私塾に通い漢学を修め、1889年（明治22年）2月に私立高田尋常中学校（現・新潟県立高田高等学校）へ入学した。同中学校卒業後は上京して東京専門学校政治科（現・早稲田大学政治経済学部）にて学び、当時同校で政治学を教授していた同郷の市島謙吉（春城）と知り合うが、在学途中で父の意向により帰郷した。
1894年（明治27年）、父の死後に家督を継ぎ、1897年（明治30年）7月6日に結婚した。大正初期の40歳ころまで地主経営に携わった一方、1902年（明治35年）11月ころに直江津商業銀行頭取に就任し、1924年（大正13年）7月18日に同行が百三十九銀行と合併するまで務めた。また、1908年（明治41年）12月16日に行われた新潟県の貴族院多額納税者議員の補欠互選では無競争当選を果たし、同年10月2日に任期途中で辞任した佐藤伊左衛門の後任として、同年12月28日から1911年（明治44年）9月28日の任期満了までその地位にあった。

### 後半生から死後
潤治は大正以降、地主業を番頭らに任せると東京の雑司ヶ谷に構えた別荘に移住した。その後、本拠地の津有村では1926年（大正15年）春と1930年（昭和5年）10月18日に小作争議が発生しているが、東京移住と同時期より、潤治は小作料収入に支えられながら書画骨董や美術品の購入に励み、やがて膨大な量の古典籍を蒐集し、学界でも大変な愛書家として名が通るに至った（蒐集活動を参照）。1931年（昭和6年）から1943年（昭和18年）にかけては、所蔵品の一部が国（文部省）から国宝（いわゆる「旧国宝」、文化財保護法施行後は重要文化財）指定や重要美術品認定を受けている（文化財指定等を受けた蒐集品一覧を参照）。
しかし、太平洋戦争後に農地改革や財産税法施行などを受けて日本の地主制が解体されると、保阪家も農地や資産といった経済基盤を喪失して大打撃を被った。戦後の潤治は9人の孫の教育費を捻出するのも苦労するまで困窮し、雑司ヶ谷の邸宅を払って神奈川県鎌倉市雪ノ下、次いで六地蔵前周辺に移住した。そして、それまで蒐集してきた数多の美術品や古典籍も納税のために手放さざるを得なくなり、1951年 - 1952年（昭和26年 - 27年）頃からは国宝や重要美術品になった名品も次々に売却された。
潤治はその後再び東京に移り、1963年（昭和38年）4月4日に死去したが、跡を継いだ三男の保阪隣三郎も相続税を納めるべく、邸宅の大部分とともになお残っていた品々を売却したため、彼が苦心して一代で築き上げた蒐集品の山は散逸してしまった。

## 人物
潤治は名誉職や政界を好む性格ではなく、銀行頭取や貴族院議員を除いて地主以外の職に就かなかった。加えて、大正期以降は郷里の新潟へほとんど帰省せずに東京や鎌倉で生活を送り、叙位や叙勲などがなかったこともあり、彼の存在や業績は地元の人々さえ知ることがあまりなく、やがて忘れ去られていった。
趣味は書画骨董・造園であった。また、1900年（明治33年）に地元の直江津町にて宝生流能楽団体の上越宝生会（直江津浪鼓会の前身）が発足した際には賛助金30円を拠出している。
古典籍の売買で昭和期に潤治との付き合いがあった古書店「弘文荘」の主・反町茂雄によると、彼は色白で「ちょっと恵比寿さまに似た福徳の」相好であったという。

## 蒐集活動

### 蒐集家として
大正期以降、潤治が古典籍をはじめ美術品を積極的に蒐集するようになったのは、育英事業を推進していた増村度次（朴斎、私立有恒学舎（現・新潟県立有恒高等学校）創設者）や山田辰治（愛山）といった同郷の地主たちに触発されたためといわれる。当初は趣味の延長から始まったが、やがて潤治は史料や古典籍の蒐集を通じて歴史学界へ貢献するという使命感を抱くようになっていった。東京へ移住したのも、全国より史料が集まりやすい場所だからという理由であった。
潤治は蒐集活動において、東京帝国大学史料編纂所に勤めていた三上参次や辻善之助を顧問に迎え、同郷の竹越與三郎・萩野由之・布施秀治や吉田東伍など、国文学では松田武夫、仏教では南条文雄といった学者たちを別荘に招いて助言を聞き、推薦や賛成を得てから作品購入を決定した。また、蒐集した所蔵品の一部を東京や郷里の高田図書館（現・上越市立高田図書館）で開催された展示会へ出品したほか、史料編纂所が高額な名品の購入・蒐集を潤治に依頼し、閲覧できるようにしてもらうこともあったという。さらに、結果的には実現しなかったが、将来は自分の蒐集品をもとにして史料館を設立・一般公開することも構想していた。ただし、彼の蒐集方針には偏りもあり、国宝や重要美術品になるような数百円から数千円する高価な重宝ばかりがその主な対象となる一方、十分な内容や価値を有していても百円以下の品を顧みることはほとんどなかったという。
なお、反町茂雄は著書『天理図書館の善本稀書』や『一古書肆の思い出』シリーズにおいて、戦前から戦後まで続いた潤治との取引について回想している。それらによれば、潤治は上記のように学者から意見を事前に聞き、賛同を取り付けた上で購入を決めていたため、反町が雑司ヶ谷の保阪邸へ古文書・古写本を届けに行くと、応対は丁寧ながらも潤治が商品に関する質問や実見しての感想を発することはほぼなく、1 - 2分ほどで観察を済ませた後は即座に小切手を反町に渡し、最後に当たり障りのない雑談を4 - 5分間して終了するという流れで取引が進んだ。反町は、価格の高低を問わず高価な書物をいつも即金で購入していた潤治について、「大変にありがたいお客様」、「千円級のお客様」ではあったと評するものの、同じく彼の顧客であった中山正善・2代目安田善次郎・上野精一らに比べてその購買の姿勢は「同好のよしみが欠け」、「どこか張合いのない感じ」で「温かい意思の疎通が少な」かったと記しており、保阪邸での用事を終えた後には「この商売は、売ってお金が儲かりさえすればよい、というものではない。物に対する理解と愛情の共通性があってほしい。良い書物を手に入れた満足と、然るべき向きへ納めたよろこびとの、心置きない交歓を持ちたい」と常に感じていたと述べている。しかし、戦後に情勢が一転して蒐集品を売却せねばならなくなると、潤治は戦前から付き合いがあった反町ら3、4人の古書業者を鎌倉の邸宅に招いた上で一点ずつ入札させる方式をとり、できるだけ高い売値がつくように彼らと小さい駆け引きを繰り返して交渉を長時間粘り強く行うという、購入時の淡白な姿勢とは反対の態度を見せた。反町は、潤治からの買取入札では、業者としては骨を折った末にようやく割高な仕入れをした形になったが、それは戦後当時の潤治が逆境にあったためで、彼の粘り腰は悪意に基づくものでも不当な対応でもなかったと理解を示し、取引では潤治の態度が丁寧で明るかったこともあってか、後味の悪さが残ることはなく、かつ彼に対する敬意も失われなかったと述懐している。
以上のように、反町は潤治の取引姿勢に対しては複雑な感慨を抱いていたが、やはり第一級の名品を多数蒐集していたことについては高く評価しており、「保坂潤治さんは、すぐれた蒐集家でした」と振り返っている。

### 蒐集品について
潤治は戦時中に、文部省からの勧めで膨大な量の蒐集品を東京から新潟の高田へ疎開させているが、その際は陸軍省と交渉して輸送に必要な貨車を3両借りたほどであったという。蒐集分野も幅広く、古文書は中世文書のみならず江戸時代から明治維新までの武士・僧・政治家や学者の文書記録類を、美術品は甲冑・刀剣・什器も数えきれないほど集めていたが、特に中世歌人の短冊や色紙の所蔵点数はいずれの博物館よりも多く、日本第一であったとされる。本因坊算砂が織田信長から拝領したと伝わる「浮木の碁盤」も、一時期潤治の所有下にあった。
上述の通り、彼の蒐集品は戦後に散逸してしまい、かつ目録も作成されていなかったためにその全容を知ることは不可能だが、1979年（昭和54年）時点で新潟県内に留まっていた潤治の旧蔵品は2,000点に上ることが指摘されている。また、潤治が購入した美術品や古典籍は史料編纂所に持ち込まれて写真撮影されることがあり、それらは『大日本史料』・『大日本古文書』や『越佐史料』などに掲載されているほか、現在の東京大学史料編纂所は影写本『保阪潤治氏所蔵文書』7冊と、所有者名が保阪潤治である史料の台紙付写真308点（個人別では最多）を所蔵している。
潤治旧蔵の古典籍は、彼の人格や慎重な姿勢、鑑識の高さも含めて古書業者や蒐集家の間で高く評価され、「間違いのない物」という安心感から2、3割高い価格で取引されることがしばしばあり、その多くには彼の顧問であった三上参次や辻善之助による解説や礼状、史料編纂所の借覧礼状が添っているといわれる。

### 文化財指定等を受けた蒐集品一覧
以下は、保阪潤治の蒐集品のうち、旧国宝や重要文化財指定および重要美術品認定を受けた物件の一覧である。息子の保阪隣三郎が所有した物件も、備考欄に注記の上で併せて掲載する。
それぞれ、国宝保存法施行時の国宝指定は「国宝指定」（文化財保護法施行後は重要文化財に移行）、文化財保護法施行後の重要文化財指定は「重文指定」、重要美術品等ノ保存ニ関スル法律施行時の重要美術品認定は「重美認定」と記載する。なお、物件の名称は、最後に受けた指定・認定の際に付与された方を原則記載する。

#### 絵画
| 名称                                 | 員数 | 指定・認定年月日                                                     | 備考（所有者の変遷・画像など）                                                                                                 |
| ------------------------------------ | ---- | -------------------------------------------------------------------- | --- |
| 紙本墨画淡彩官女観菊図 岩佐勝以筆    | 1幅  | 1934年（昭和9年）3月20日重美認定 2008年（平成20年）7月10日重文指定   | 現在は山種美術館所蔵 |
| 紙本墨画維摩図 尾形光琳筆            | 1幅  | 1935年（昭和10年）5月10日重美認定 1939年（昭和14年）5月27日国宝指定  | 現在は東京都・個人所蔵 |
| 紙本著色葵図 尾形乾山筆 二曲屏       | 1隻  | 1935年（昭和10年）5月10日重美認定                                    | 潤治から離れた後は梅原龍三郎が一時期所有 その後重美認定取消を受けないまま海外へ流出 現在はフランスパリ・チェルヌスキ美術館所蔵 |
| 紙本著色霊昭女図 岳翁筆 了庵ノ賛アリ | 1幅  | 1936年（昭和11年）7月13日重美認定                                    | |
| 紙本淡彩駿牛図断簡                   | 1幅  | 1938年（昭和13年）12月21日重美認定 1957年（昭和32年）2月19日重文指定 | 重文指定時の所有者は佐佐木茂索 現在は奈良県・個人所蔵                                                                          |

#### 文書・典籍・書跡
| 名称                                                                                                   | 員数 | 指定・認定年月日                                                               | 備考（所有者の変遷・画像など）                                  |
| --- | ---- | ------------------------------------------------------------------------------ | --------------------------------------------------------------- |
| 紺紙金泥阿弥陀経 平忠盛筆 久安五年四月二日ノ奥書アリ                                                   | 1巻  | 1931年（昭和6年）1月19日国宝指定                                               | 現在は五島美術館所蔵                                            |
| 紙本墨書和名類聚抄 自巻第六至巻第十 （高山寺本）                                                       | 1帖  | 1931年（昭和6年）12月14日国宝指定                                              | コモンズのカテゴリ 現在は天理大学附属天理図書館所               |
| 紙本墨書藤原忠通書状                                                                                   | 1幅  | 1933年（昭和8年）1月23日国宝指定                                               | 現在は音羽産業所蔵                                              |
| 大般若経 巻第九十五 （池上内親王御願経）                                                               | 1巻  | 1933年（昭和8年）7月25日重美認定 1935年（昭和10年）4月30日国宝指定             | 現在は安藤積産所蔵                                              |
| 和歌真字序                                                                                             | 1巻  | 1933年（昭和8年）7月25日重美認定 1962年（昭和37年）2月2日重文指定              | 現在は音羽産業所蔵                                              |
| 太平記                                                                                                 | 13冊 | 1933年（昭和8年）7月25日重美認定 1962年（昭和37年）2月2日重文指定              | 現在は音羽産業所蔵                                              |
| 紙本墨書本朝文粋巻第二残巻 紙背ニ貞永式目ノ書写アリ                                                    | 1巻  | 1933年（昭和8年）10月31日重美認定                                              | 重美認定時の所有者は茨城県・個人                                |
| 紙本墨書北条時頼奉書（寛元四年十二月三日）                                                             | 1幅  | 1934年（昭和9年）7月31日重美認定                                               |                                                                 |
| 紙本墨書蓮如上人自筆有馬湯治記（文明十五年九月十七日）                                                 | 1巻  | 1934年（昭和9年）7月31日重美認定                                               |                                                                 |
| 紙本墨書織田信長仮名消息 高台院宛                                                                      | 1幅  | 1934年（昭和9年）7月31日重美認定                                               |                                                                 |
| 紙本墨書太田道灌消息 八月十六日 沼尻但馬守宛                                                           | 1幅  | 1934年（昭和9年）7月31日重美認定                                               |                                                                 |
| 紙本墨書藤原忠通自筆消息 内大臣宛                                                                      | 1幅  | 1934年（昭和9年）7月31日重美認定                                               | 重美認定時の所有者は里見忠三郎                                  |
| 紙本墨書近江国司解（天平十八年七月十一日）                                                             | 1幅  | 1935年（昭和10年）4月30日国宝指定                                              | 現在は安藤積産所蔵                                              |
| 紙本墨書藤原俊成仮名消息 紙背ニ願文アリ                                                                | 1幅  | 1935年（昭和10年）4月30日国宝指定                                              | 現在はMOA美術館所蔵                                             |
| 蒙求残巻 長承三年十二月二十七日僧琳兌ノ奥書アリ                                                        | 1巻  | 1935年（昭和10年）4月30日国宝指定                                              | 現在は東京国立博物館所蔵                                        |
| 文選集注 巻第百十六残巻                                                                                | 1巻  | 1935年（昭和10年）4月30日国宝指定                                              | 現在は天理大学附属天理図書館所蔵                                |
| 白氏文集 巻第四十残巻 （金沢文庫本）                                                                   | 1巻  | 1935年（昭和10年）4月30日国宝指定                                              | 2017年（平成29年）度末現在所在不明                              |
| 慈円僧正懐紙                                                                                           | 1幅  | 1935年（昭和10年）4月30日国宝指定                                              | 所有者は後に保阪隣三郎へ変更 現在は奈良国立博物館所蔵           |
| 紙本墨書幼学指南鈔第廿七草木部                                                                         | 1帖  | 1935年（昭和10年）5月10日重美認定 1959年（昭和34年）6月27日重文指定            | 重文指定時の所有者は大東急記念文庫 現在は五島美術館所蔵         |
| 大かうさまくんきのうち 太田牛一筆                                                                      | 1帖  | 1935年（昭和10年）5月10日重美認定 1974年（昭和49年）6月8日重文指定             | 現在は慶應義塾図書館所蔵                                        |
| 紙本墨書賀茂真淵万葉考稿本巻第一・第二 宝暦十年ノ奥書アリ                                              | 2冊  | 1935年（昭和10年）5月10日重美認定                                              | 現在は天理大学附属天理図書館所蔵                                |
| 紙本墨書菊池武光施行状（正平十三年九月十七日）                                                         | 1幅  | 1935年（昭和10年）5月10日重美認定                                              |                                                                 |
| 紙本墨書伝受集 第一・第二 建久四年五月廿九日興然書写ノ奥書アリ                                         | 2帖  | 1935年（昭和10年）8月3日重美認定                                               | 重美認定時の所有者は反町茂雄                                    |
| 新撰朗詠集 上下                                                                                        | 1帖  | 1935年（昭和10年）8月3日重美認定 1971年（昭和46年）6月22日重文指定             | 重美認定時の所有者は反町茂雄 現在は東京国立博物館所蔵           |
| 僻案抄                                                                                                 | 1帖  | 1935年（昭和10年）8月3日重美認定 2011年（平成23年）6月27日重文指定             | 重美認定時の所有者は反町茂雄 現在は天理大学附属天理図書館所蔵   |
| 紙本墨書唯識義私記 自巻第一 至巻第六 巻第一ニ養和二年正月廿日貞慶書写ノ奥書アリ                        | 6帖  | 1936年（昭和11年）5月6日国宝指定                                               | 現在は安藤積産所蔵                                              |
| 紙本墨書源氏物語（内十七帖補写）                                                                       | 53帖 | 1936年（昭和11年）5月6日国宝指定                                               | 現在は東京国立博物館所蔵                                        |
| 紙本墨書伊勢物語                                                                                       | 1帖  | 1936年（昭和11年）9月12日重美認定                                              | 現在は天理大学附属天理図書館所蔵                                |
| 紙本墨書古文書手鑑 （正月廿五日北畠顕家消息以下六十通）                                                | 1帖  | 1937年（昭和12年）5月25日国宝指定                                              | 現在は音羽産業所蔵                                              |
| 紙本墨書尊意僧正伝 残巻                                                                                | 1巻  | 1937年（昭和12年）5月25日国宝指定                                              | 2017年度末現在所在不明                                          |
| 紙本墨書源氏物語 早蕨                                                                                  | 1帖  | 1937年（昭和12年）5月25日国宝指定                                              | 現在は安藤積産所蔵                                              |
| 紙本墨書名語記 自巻第二至第十 （金沢文庫本） 巻第十二建治元年六月廿五日北条実時ノ奥書アリ              | 9帖  | 1937年（昭和12年）5月25日国宝指定                                              | 現在は東京都・個人所蔵                                          |
| 紙本墨書正親町天皇綸旨（天正十年十月三日羽柴筑前守宛）                                                 | 1幅  | 1937年（昭和12年）5月27日重美認定                                              |                                                                 |
| 紙本墨書後光明天皇宸翰（旅懐）                                                                         | 1幅  | 1937年（昭和12年）5月27日重美認定                                              |                                                                 |
| 紙本墨書光格天皇宸翰御懐紙（詠霞添春気色和歌）                                                         | 1幅  | 1937年（昭和12年）5月27日重美認定                                              |                                                                 |
| 紙本墨書孝明天皇宸翰御懐紙（詠菊花盛久和歌）                                                           | 1幅  | 1937年（昭和12年）5月27日重美認定                                              |                                                                 |
| 無学祖元墨跡 偈語 弘安九年六月九日                                                                     | 1幅  | 1937年（昭和12年）5月27日重美認定 1960年（昭和35年）6月9日重文指定             | 現在は五島美術館所蔵                                            |
| 紙本墨書日野資名消息（正中元年十二月十五日）                                                           | 1幅  | 1937年（昭和12年）5月27日重美認定                                              | 現在は徳島県立博物館所蔵                                        |
| 紙本墨書万里小路宣房奉綸旨（七月廿七日大納言法印御房宛）                                               | 1幅  | 1937年（昭和12年）5月27日重美認定                                              | 1965年（昭和40年）時点では河内美術館所蔵                        |
| 紙本墨書新古今集 残巻                                                                                  | 2帖  | 1937年（昭和12年）5月27日重美認定                                              |                                                                 |
| 紙本墨書八雲抄 巻第二                                                                                  | 1帖  | 1937年（昭和12年）5月27日重美認定                                              | 今泉雄作旧蔵 現在は五島美術館所蔵                               |
| 紙本墨書謡本 源氏供養・融・江口・藤戸・杜若 各帖ニ慶長九年・十年・十一年本多上野介宛観世身愛ノ奥書アリ | 5帖  | 1937年（昭和12年）5月27日重美認定                                              | 現在は野上記念法政大学能楽研究所所蔵                            |
| 紙本墨書古今集上巻                                                                                     | 1帖  | 1937年（昭和12年）8月28日重美認定                                              |                                                                 |
| 紙本墨書狭衣 巻第二・第三・第四・残巻                                                                  | 1帖  | 1937年（昭和12年）8月28日重美認定                                              | 1964年（昭和39年）時点では吉田幸一所蔵                          |
| 紙本墨書狭衣巻第四                                                                                     | 1帖  | 1937年（昭和12年）12月24日重美認定                                             | 1964年（昭和39年）時点では吉田幸一所蔵                          |
| 紙本墨書後拾遺抄上 伝為世筆                                                                            | 1帖  | 1937年（昭和12年）12月24日重美認定                                             | 現在は國學院大學図書館所蔵                                      |
| 紙本墨書金葉集 正徳四年冷泉為久補写ノ記アリ                                                            | 1帖  | 1938年（昭和13年）9月5日重美認定                                               | 重美認定時の所有者は保阪隣三郎 現在は今治市河野美術館所蔵       |
| 紙本墨書源氏物語 薄雲巻・槿巻 耕雲本                                                                   | 1帖  | 1938年（昭和13年）9月5日重美認定                                               | 重美認定時の所有者は保阪隣三郎 現在は天理大学附属天理図書館所蔵 |
| 紙本墨書むぐら巻第三                                                                                   | 1帖  | 1938年（昭和13年）9月5日重美認定                                               | 重美認定時の所有者は保阪隣三郎 現在は宮内庁書陵部所蔵           |
| 紙本墨書大毘盧遮那成仏神変加持経蓮華胎蔵広大成就儀軌巻上 仁安四年二月六日書写ノ奥書アリ                | 1巻  | 1938年（昭和13年）9月5日重美認定                                               | 重美認定時の所有者は保阪隣三郎                                  |
| 紙本墨書西光筆仮名消息                                                                                 | 1巻  | 1940年（昭和15年）9月27日重美認定                                              | 1964年（昭和39年）時点では愛知県・個人所蔵                      |
| 紙本墨書源通具筆懐紙（秋夜陪住吉社壇同詠三首和歌）                                                     | 1幅  | 1940年（昭和15年）9月27日重美認定                                              | 1964年（昭和39年）時点では愛知県・個人所蔵                      |
| 紙本墨書藤原秀能筆消息（五日）                                                                         | 1幅  | 1940年（昭和15年）9月27日重美認定                                              |                                                                 |
| 藤原有家筆一品経懐紙（信解品・述懐）                                                                   | 1幅  | 1940年（昭和15年）9月27日重美認定 1962年（昭和37年）2月2日重文指定             | 現在は音羽産業所蔵                                              |
| 紙本墨書和歌知顕集                                                                                     | 1帖  | 1940年（昭和15年）9月27日重美認定                                              | 現在は日本大学総合学術情報センター所蔵                          |
| 三河物語 上中下 自筆本                                                                                 | 3冊  | 1940年（昭和15年）9月27日重美認定 1974年（昭和49年）6月8日重文指定             | 現在は音羽産業所蔵                                              |
| 手鑑「筆陳」 第一帖九十六葉 第二帖百二十三葉                                                           | 2帖  | 1943年（昭和18年）10月1日重美認定 2011年（平成23年）2月8日山口県有形文化財指定 | 現在は下関市所蔵                                                |

## 保阪家

### 上越地方最大の地主

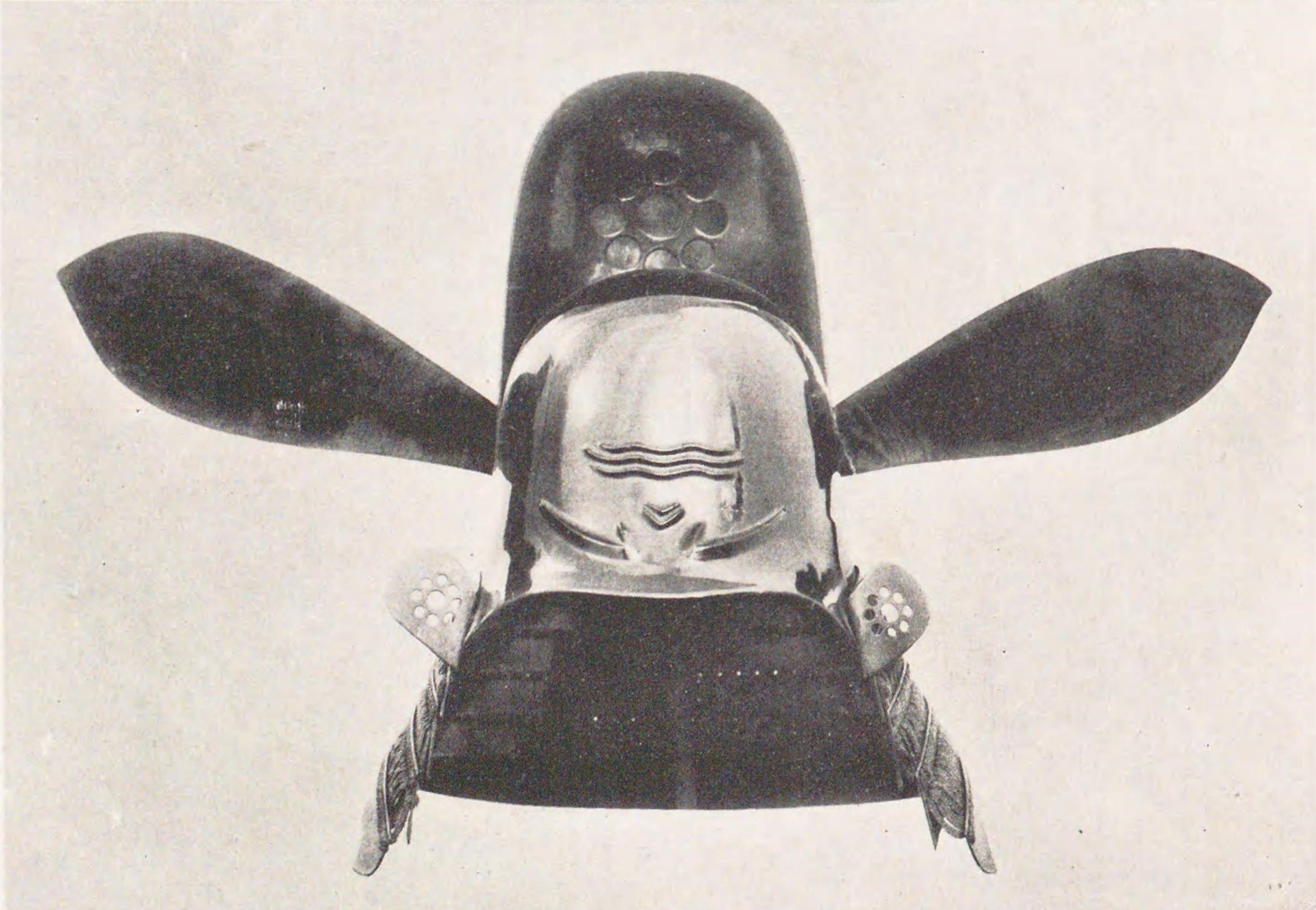
保阪家が所蔵していた榊原家ゆかりの品の一つ。徳川家康と朝日姫の婚礼に際し、豊臣秀吉が徳川方の使者を務めた榊原康政へ引出物として贈ったと伝わる唐冠形兜。

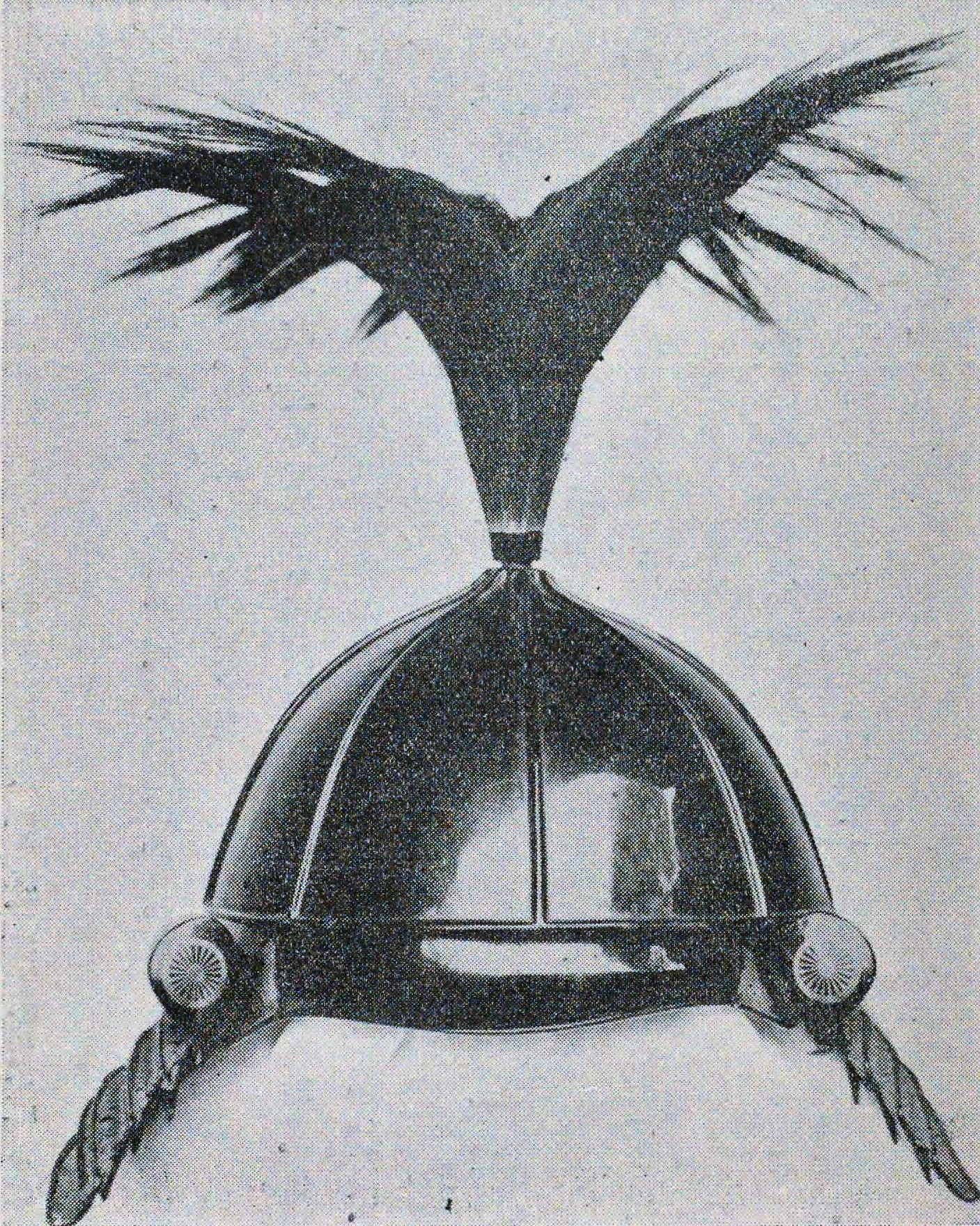
保阪家が所蔵していた榊原家ゆかりの品の一つ。榊原康政所用とされる唐の頭廻兜。

農地改革前の保阪家は、近世から近代にかけての上越地方では最大級の豪農・大地主の家で、巨大地主の多さから「地主王国」と称された新潟県全体においても有数の地位にあった。1924年（大正13年）時点では644町歩の耕地と1,000人の小作人を抱え、1944年（昭和19年）時点でも627.5町歩の耕地を有していたほか、有価証券の運用による財産も築いていた。
同家の詳細な歴史は、屋敷や菩提寺が幾度かの火災に遭って資料が失われたために不明だが、もとは越後国頸城郡上杉村の高田藩領大光寺集落（後の三和村）にいたのが、江戸時代の元禄年間に初代当主の保阪徳右衛門が舟運の便がある稲田村（後の新道村）に移転し、米穀商を始めて財をなすと、次いで戸野目村に別邸を置いて高利貸や酒屋、飯屋と多角的経営に乗り出し、やがて同地を本拠とするようになったという。以後、保阪家は本家と分家が強固な結束の下に家の存続をはかり、正徳から宝暦年間の記録によれば、同族とみられる稲田の保阪五左衛門が高田藩主の久松松平家および榊原家へ多額の献金を行ったことが確認できる。並行して享保年間より、農業生産の維持・監督が可能な範囲の領域を、すなわち現在の上越市の関川東部および旧三和村域を中心に流質地の集積を堅実に進めていき、1843年（天保14年）時点で、保阪家は既に石高が5,470石、入立米が5,750石を計上するほどの大地主に成長していた。保阪家は土地集積を近世までに終え、近代以後に所有土地面積はほとんど変化しなかったが、明治初期の地租改正を経て地主としての地位はより確固たるものとなり、近世を通じて集積・相続されてきた小作地からの収入が、近代の同家の人々の生活費や株式投資、寄付金、さらに潤治の美術品蒐集活動を支える資金となった。なお、近代地主としての保阪家は、「大小作」と呼ばれた中間地主を各集落に置いて小作地の監督と小作料の徴収を担当させており、1930年（昭和5年）当時は小作争議に備えて高田警察署長を務めたことがある人物を番頭に雇い、警察側と連絡していたという。
文政年間の当主で潤治の曽祖父に当たる6代目の保阪武助は高田藩の御用達と庄屋とを務め、中江用水の余荷金を5万両融通したほどの富豪であり、かつ郷士格も与えられるに至ったほか、1847年5月8日（弘化4年3月24日）に善光寺地震が発生した際は、被災者援助のために関係のあった村々や川浦代官所へ米や現金を拠出している。文化面では谷口藹山に師事し、「蕉窓」と号して山水画をよくした。また、越後を訪れた菅江真澄を歓待したことがあり、国学についても相応の素養を備えていたことが推測される。
潤治の父・第8代当主の貞吉も高田地域の各界で活躍し、1871年（明治4年）の廃藩置県時には、戊辰戦争や凶作で悪化した高田藩の財政再建や士族授産のために820円の私財を投じ、出入り商人の柏屋太須斗（かしわやたすけ）に高田城の外堀へ蓮を植えさせて蓮根栽培事業を始めた。榊原家が東京へ移住する際にも金融面などで援助したことから、代価として大名道具や財宝を多く受け取っている。地租改正時には、直江津の和算家の小林百哺より測量術を学んだ経験をもとに、実施委員として率先して同事業に取り組んだり、第百三十九国立銀行（後の百三十九銀行）の設立時や信越鉄道敷設運動の発足時にはそれぞれ大金を拠出・提供し、村に小学校（現・上越市立戸野目小学校）を設置する際も敷地や校舎などを寄付したりしており、公職関係では柏崎県第八大区長や初代津有村長に就いた。一方では日下部鳴鶴など数多の文人と交際し、「尚済」や「雙岳」の号で俳諧・和歌・詩文を詠み、上越地方の文壇にも名を刻んだ。
なお、上述の通り潤治は表に出ることが少なかったが、三男の隣三郎は1943年（昭和18年）から1944年（昭和19年）まで津有村長を務めた。
保阪家に伝来し、隣三郎の妻・ハルが継承した4,526点の文書群『保阪家文書』（『保阪ハル家文書』）は、現在は上越市公文書センターが所蔵・公開している。同文書群は近世文書群と近現代文書群に大別され、前者は地主小作関係や高田藩関係に加え、財産・家族・災害難民への施行についての文書や帳簿などから、後者は建築・土地・金融および農地改革、そして潤治の蒐集活動や学者らとの交流に関する書類・記録からなる。

### 姻戚関係
上述したように、保阪家は高田藩主榊原家と藩政上でしばしば関係を築いていたが、それに加えて潤治の母・サクは、直江津の廻船問屋の娘として生まれ、当初は最後の高田藩主・榊原政敬の側室であったところ、榊原家の東京移住時に室孝次郎の養女となり改めて貞吉に嫁いだ経緯がある。そのため榊原家と保阪家は親戚とされることがある。
潤治の妻は、新潟県内最大の地主・市島徳治郎の三女のツマで、前島密が結婚の仲人を務めている。
潤治の三男・隣三郎の妻は、秋田県の馬主で衆議院議員も務めた土田荘助の長女・ハルである。

### 系譜
- 高祖父：要吉[196]
  - 曽祖父：武助（1814年（文化11年） - 1877年（明治10年）[14][189][196]）
    - 祖父：武平（早世したため、家督は武助から貞吉へ継がれた[189]）
    - 祖母：ツウ（1817年5月23日（文化14年4月8日） - 1898年（明治31年）6月22日、新潟県中頸城郡新井村・早津祐右衛門の長女[189]）
      - 父：貞吉（1894年（明治27年）5月10日没[1][201]）
      - 母：サク（1852年（嘉永5年）4月8日生、新潟県中頸城郡直江津町・福山長作の娘、室孝次郎の養女[5][194]）
        - 妻：ツマ（1882年（明治15年）4月生、新潟県・市島徳治郎の三女[5][210]）
          - 長女：富貴（1899年（明治32年）1月生、神奈川県・木村富太郎の妻[5]）
          - 次女：貴美（1902年（明治35年）7月生、東京府・小堀槐三の妻[5]。槐三は佐多稲子の元夫）
          - 長男：富之輔（1905年（明治38年）7月生、早世[1][212]）
          - 次男：徳之輔（1908年（明治41年）6月生、早世[1][212]）
          - 三男：隣三郎（鄰三郎、1909年（明治43年）1月 - 1974年（昭和49年）2月[14]、法政大学専門部卒業[1][5]）
          - 三男妻：ハル（1913年（大正2年）2月生、秋田県・土田荘助の長女[5]）
            - 長男：稔（1933年（昭和8年）12月生[5]）
            - 次男：文次（1936年（昭和11年）3月生[5]）

          - 三女：文子（1919年（大正8年）10月26日生、跡見女学校卒業[5]）
          - 三女夫：伊東英麿（1914年（大正3年）11月21日 - 1986年（昭和61年）2月14日、子爵・伊東二郎丸の長男[213][214]）
            - 長女：美都子（1943年（昭和18年）4月15日生、東京音楽大学卒業、高木靖信の妻[213]）
            - 次女：久美子（1947年（昭和22年）1月27日生、武蔵野美術大学卒業、高木直行の妻[213]）

### 保阪邸
現在の保阪家の邸宅（保阪邸）は、1908年（明治41年）の焼失後に潤治が3年をかけて1910年（明治43年）に再建したものである。特に、陶淵明の『帰去来辞』の一節にちなみ「怡顔亭」（いがんてい）と命名された仏事用の離れは、文人趣味に基づく書院造ながら銘木をふんだんに使用し、京間2間幅の唐破風屋根の玄関を構えた豪邸で、太平洋戦争末期には新潟へ疎開してきた堀口大學のために供されるなど、著名人が宿泊したこともあった。完成までに7年が費やされた庭には、日本全国から取り寄せられた名石が配置されている。なお、母屋は現在の保阪家当主（第12代）が居住しているため通常は非公開だが、2007年（平成19年）よりほぼ毎年春と秋の年2回、怡顔亭や所蔵品ともに一般公開されている。2019年（令和元年）11月27日には、テレビ東京のバラエティ番組である『緊急SOS!池の水ぜんぶ抜く大作戦』の収録が保阪邸で行われ、戦前は使用人が掃除していたものの、戦後は放置されていた同邸の庭の池が清掃された（番組は同年12月22日午後7時54分から放送された）。2020年（令和2年）3月より第12代当主と有志が「チーム保阪邸」を結成し、イベントの開催や部屋の貸出しなどによる同邸の活用を図っている。
- 所在地 - 〒943-0178 新潟県上越市戸野目488番地[220]
- 交通 - えちごトキめき鉄道妙高はねうまライン高田駅より車で13分または徒歩30分[220]